# Parioglossus multiradiatus
Parioglossus multiradiatus is een straalvinnige vissensoort uit de familie van wormvissen (Microdesmidae). De wetenschappelijke naam van de soort is voor het eerst geldig gepubliceerd in 2004 door Keith, Bosc & Valade.